# Torquato Tasso (opera)
FuTorquato Tasso è un'opera lirica di Gaetano Donizetti, su libretto di Jacopo Ferretti.
L'opera debuttò il 9 settembre 1833 al Teatro Valle di Roma. Quando Donizetti iniziò a comporre l'opera, prevedeva già per il ruolo del poeta protagonista un tenore, ma si vide costretto a cambiarlo in baritono, per Giorgio Ronconi, che divenne uno dei primi ruoli (dopo Cardenio de Il furioso all'isola di San Domingo).

## Cast della prima assoluta
| Personaggio           | Interprete          |
| --------------------- | ------------------- |
| Eleonora d'Este       | Adelina Spech       |
| Eleonora di Scandiano | Angiolina Carocci   |
| Torquato Tasso        | Giorgio Ronconi     |
| Roberto Geraldini     | Antonio Poggi       |
| Don Gherardo          | Ferdinando Lauretti |
| Alfonso II d'Este     | Antonio Rinaldi     |
| Ambrogio              | Luigi Garofolo      |

Dopo molti anni di oblio, l'opera ebbe una prima esecuzione in tempi moderni nel 1974 al Camden Festival nel 1974 con Christian Du Plessis e Janet Price con l'orchestra e il coro di Opera Rara diretti da Kenneth Montgomery.
Fu replicata in un edizione filologicamente più completa a Savona nel 1985, con Simone Alaimo (Torquato), Luciana Serra (Eleonora), Ernesto Palacio (Roberto). Il soprano Montserrat Caballé ha inciso su disco il brano più famoso dell'opera, l'aria Fatal Goffredo! della protagonista.
Purtroppo non è pienamente rientrata in repertorio ed oggi non viene quasi mai eseguita.

## Trama
Roberto Geraldini, segretario del Duca e invidioso della fama di Torquato Tasso, decide di vendicarsi, fingendosi amico del poeta. Torquato si fida di lui, e gli consegna le chiavi dello scrigno, nel quale conserva i suoi appunti, con le odi dedicate alla contessa Eleonora, sorella del Duca, in procinto di sposarsi con il signore di Mantova. Roberto fa in modo che i fogli vadano in mano al pettegolo don Gherardo, che li consegna al Duca. Torquato, dopo un appuntamento con l'amata Eleonora, si rende conto dell'accaduto e si avventa su Roberto, ma viene fermato dal Duca, che invita tutti i presenti ad una festa nel giardino di Belriguardo. 
A complicare la faccenda è la contessa di Scandiano, anche lei Eleonora di nome che, credendo che i versi siano indirizzati a lei, si sente innamorata di Torquato. Nel frattempo, Eleonora attende per un ultimo incontro Torquato e gli dichiara il suo amore; Torquato vorrebbe costringere l'amata a seguirlo, ma, respinto, in un impeto di violenza si avventa su di lei. Interviene il Duca, informato del colloquio, e fa incarcerare Torquato, come malato di mente. 
Sette anni dopo, Torquato attende il giorno della libertà, e finalmente arrivano i cortigiani del Duca che gli comunicano la sua liberazione e l'incoronazione a "Maggior Poeta" sul Campidoglio. Torquato spera di rivedere l'amata, ma viene a sapere che Eleonora è morta.

## Struttura musicale
- Sinfonia

### Atto I
- N. 1 - Introduzione e Cavatina Gherardo Due rivali, in invidioso - Fra tutti questi punti (Coro, Gherardo, Ambrogio)
- N. 2 - Cavatina Geraldini Ah! non invan t'aspetto
- N. 3 - Duetto Torquato e Geraldini In un'estasi, che uguale (Torquato, Geraldini, Ambrogio)
- N. 4 - Cavatina Eleonora Io l'udia ne' suoi bei carmi
- N. 5 - Duetto Torquato e Leonora Colei Sofronia, Olindo egli si appella
- N. 6 - Finale I Alma ingrata! Traditore! (Torquato, Geraldini, Scandiano, Eleonora, Gherardo, Coro, Duca)

### Atto II
- N. 7 - Introduzione Ma lo scrigno di Torquato (Coro)
- N. 8 - Aria Gherardo Don Gherardo! Il vaticinio (Coro, Gherardo)
- N. 9 - Duetto Eleonora e Geraldini Quando alla notte bruna
- N. 10 - Finale II Notte che stendi attorno (Torquato, Gherardo, Eleonora, Geraldini, Duca, Coro, Scandiano)

### Atto III
- N. 11 - Aria Torquato Perché dell'aure in sen (Torquato, Coro)

## Discografia
| Anno | Cast (Torquato Tasso, Eleonora d'Este, Roberto, Don Gherardo)   | Direttore, Orchestra e Coro | Etichetta                         |
| ---- | --------------------------------------------------------------- | --- | --------------------------------- |
| 1974 | Christian du Plessis, Janet Price, Bruce Brewer, Andrea Snarski | Kenneth Montgomery, Orchestra e Coro Opera Rara (Registrazione al Collegiate Theatre di Londra nell'ambito del Camden Festival, 27 febbraio, 1-2 marzo) | Audio CD: Celestial Audio CA 247  |
| 1985 | Simone Alaimo, Luciana Serra, Ernesto Palacio, Roberto Coviello | Massimo De Bernart Orchestra e Coro del Teatro Comunale di Genova                                                                                       | Audio CD: Bongiovanni GB 2028/0-2 |